# Sava Kovačević
Sava Kovačević, Сава Ковачевић (ur. 25 stycznia 1905 w Nudo, zm. 13 czerwca 1943 w Krekovi nad Sutjeską) – jugosłowiański dowódca partyzancki, bohater narodowy tego kraju.

## Życiorys
Sava Kovačević urodził się na wsi, w Księstwie Czarnogóry. Po ukończeniu szkoły pracował na kopalni, a następnie jako robotnik leśny. W 1925, pod wpływem swojego brata Nikoli Kovačevicia, wstąpił do Komunistycznej Partii Jugosławii. Ze względu na swoją aktywną działalność w partii, organizacje strajków etc. Kovačević kilkakrotnie stawał przed sądem.
Po przegranej kampanii obronnej Sava Kovačević zorganizował oddział partyzancki, który najpierw przeprowadził sabotaż w mieście Bosansko Grahovo, a następnie wyzwolił je spod włoskiej okupacji. Dowództwo Ludowowyzwoleńczych Partyzanckich Oddziałów Jugosławii powierzyło mu dowództwo nad oddziałem nikiszyckim, który wkrótce rozwinął się do dziesięciu batalionów. Aktywna walka i zwycięstwa nad okupantem przyniosły dowódcy miano bohatera. W 1942 został mianowany szefem sztabu partyzanckiego w Hercegowinie, a następnie komendantem 5. Czarnogórskiej Proletariackiej Brygady Uderzeniowej, którą dowodził w czasie Czwartej Ofensywy Antypartyzanckiej. W najtrudniejszym okresie Piątej Ofensywy Sava został przeniesiony na stanowisko dowódcy 5. Proletariackiej Dywizji Uderzeniowej. Płk Kovačević zginął trafiony serią z karabinu maszynowego podczas szturmu na pozycje niemieckiej 118. Dywizji Strzelców.

## Upamiętnienie
Płk Sava Kovačević jest jednym z najbardziej znanych dowódców jugosłowiańskiego ruchu oporu. Jeszcze za życia stał się legendą ze względu na sukcesy swoich oddziałów oraz bliskie relacje z podkomendnymi. Jego postać została otoczona kultem w powojennej Jugosławii (min. zbudowano jego pomniki w Grahovie i Vrbasie).
W filmie Piąta ofensywa z 1973 rolę płk Savy zagrał jugosłowiański aktor Ljuba Tadić.

## W muzyce
Savę Kovačevića upamiętnia pieśń pt. Komandant Sava (napisana do muzyki Pieśni o Szczorsie):

Skraja Bosne i mora, zna ga zemlja sva

svud se slavom pročuo Komandant Sava

Vodio je brigade preko polja, gora,

razgonio je bande mrskih zlotvora
Hej-haj, hej-haj Komandant Sava

Hej-haj, hej-haj Komandant Sava
Huči, teče Sutjeska, pliva krv po njoj,

divizija Savina bije ljuti boj

Tudje horde proklete nadiru kroz noć,

juriš moji junaci, mi moramo proć’
Hej-haj, hej-haj – mi moramo proć’

Hej-haj, hej-haj – mi moramo proć’
Što to huči Sutjeska u taj pozni sat,

mrtav kraj nje ležaše slavni Komandant

Hej-haj, hej-haj – slavni Komandant

Hej-haj, hej-haj – slavni Komandant

## Awanse
- pułkownik – 1 maja 1943 – stopień otrzymany po wprowadzeniu systemu stopni wojskowych w NOVJ

## Odznaczenia
- Order Narodowego Bohatera Jugosławii – 6 lipca 1943 (pośmiertnie)
- Order Kutuzowa I stopnia – Związek Radziecki (pośmiertnie)